# Kleines Fest im Großen Garten

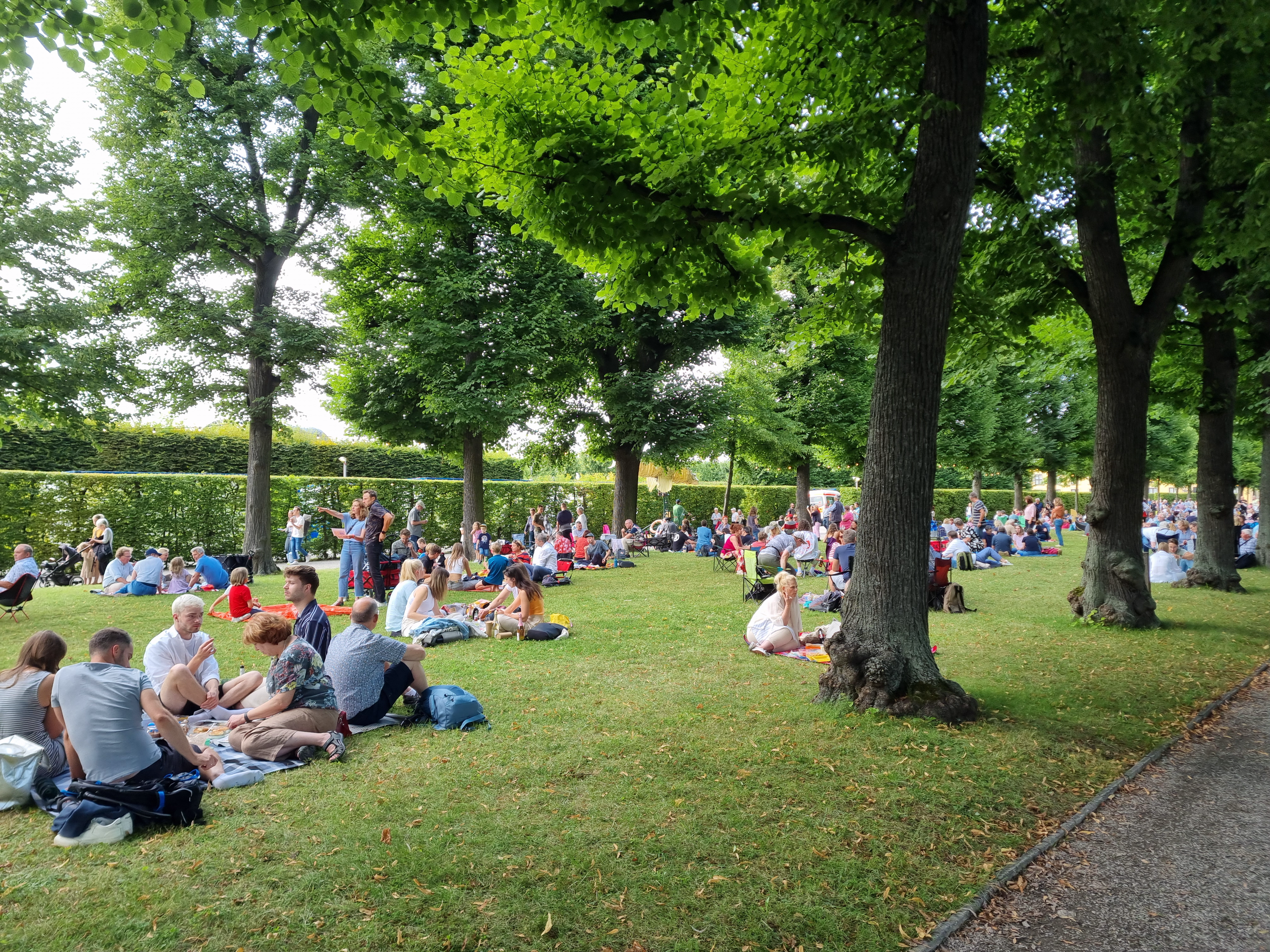
Kleines Fest 2024

Das Kleine Fest im Großen Garten ist ein jährliches Kleinkunst-Festival im Großen Garten von Hannover-Herrenhausen. Mehr als 100 Künstler und Künstlerinnen aus zahlreichen Nationen bespielen ab den frühen Abendstunden Dutzende von Bühnen bzw. den gesamten Großen Garten als Walking Acts in der barocken Kulisse des ehemals Kurfürstlich Hannoverschen Großen Gartens. Veranstalter des Kleinen Fests ist die Landeshauptstadt Hannover – Fachbereich Herrenhäuser Gärten. Das Kleine Fest findet jedes Jahr im Juli über zweieinhalb Wochen statt. Spieltage sind jeweils Dienstag bis Sonntag, Montag ist Ruhetag. Die Eintrittskarten sind extrem gefragt, laut Veranstalter gingen für die 53.000 Tickets der 16 Termine im Jahr 2017 rund 304.000 Vorbestellungen ein. Die Tickets werden seit 2024 nicht mehr im Losverfahren vergeben, sondern über einen Online-Ticketanbieter verkauft.
Seit der Saison 2024 hat der Niederländer Casper de Vries die künstlerische Leitung des Kleinen Fests übernommen. Unter de Vries findet die Veranstaltung nach einem jährlich wechselnden Motto statt, 2024 lautete es „Wasser“. Zusätzlich zu den etablierten Genres wie Comedy, Zirkus, Straßentheater, Puppenspiel oder Walk Acts gibt es seit 2024 Programmpunkte mit Urban Dance, Performances, Theater, Kunst und interaktiven Installationen.

## Geschichte
Die Idee und das Konzept für das Kleine Fest im Großen Garten entwickelte der hannoversche Kulturamtsleiter und spätere Kulturdezernent der niedersächsischen Landeshauptstadt Harald Böhlmann Mitte der 1980er Jahre. Bestimmende Idee war dabei, „den außergewöhnlichen Barockgarten [von Herrenhausen] zu bespielen und ihn auf besondere Weise mit künstlerischen Aktionen erlebbar zu machen“. Dabei sollten Veranstaltungen wie das zuvor seit 1956 angebotene Programm Musik und Theater in Herrenhausen ergänzt werden mit von nationalen wie internationalen Darstellern der Kleinkunst angebotenen Clownerien, Akrobatik und dergleichen.
Wurden 1986 beim ersten Kleinen Fest im Großen Garten noch lediglich zehn Bühnen mit nur wenigen Künstlern und Artisten für ein paar Hundert Besucher bespielt, entwickelte sich das Festival im Lauf der Jahrzehnte „zur erfolgreichsten Veranstaltung dieser Art in Deutschland“. Die Eintrittskarten für das beliebte Kleinkunstfestival wurden bis 2023 per Losverfahren vergeben.
Hunderte von Ensembles und Einzelkünstlern wirkten beim Kleinen Fest mit. Sie waren auf anderen nationalen oder internationalen Festivals, Messen oder „Kulturbörsen“ entdeckt worden oder hatten aus der ganzen Welt ihre Blindbewerbungen gesendet. Zudem wurden Kooperationen mit internationalen Festivals und dem GOP Varieté-Theater Hannover vereinbart. Während die meisten Künstler und Künstlerinnen maximal zwei Jahre lang hintereinander auftraten, bildete der kleine Clown Frans, gespielt von Frans Custers, eine Ausnahme und gab dem Kleinen Fest im Großen Garten bis 2023 regelmäßig ein Gesicht.
Einige Theatergruppen traten regelmäßig auf, jedoch mit wechselnden Produktionen, wie das Scharniertheater Hannover oder das niederländisch-italienische Teatro Pavana. Deren spätere Leiterin Judith Melief startete in Herrenhausen ihre künstlerische Tätigkeit als Mitspielerin in den von ihrer Mutter geleiteten Maskentheater Mang.
Andere nach einem erfolgreichen Start in Herrenhausen bekannt- und populärgewordene Ensembles und Künstler sind das WallStreetTheatre, Komiker wie Sascha Grammel oder der Schauspieler Sascha Korf oder der dann regelmäßig im Fernsehen aufgetretene Puppenspieler Detlef Wutschik mit seiner Kunstfigur „Herr Momsen“.
Das Kleine Fest fungierte stets auch als Markt, Messe und Künstlerbörse, in der Agenten, Produzenten und Veranstalter die Auftritte der Künstler live verfolgten, um diese dann für andere Engagements verpflichten zu können. Den Künstlern wiederum diente das Festival auch immer als eine Art Sammelbecken der Kreativität, wo diskutiert und gemeinsam trainiert wurde, Tricks und neue Ideen oder sogar neue Produktionen entwickelt wurden. Ausgehend vom Kleinen Fest im Großen Garten entstand beispielsweise der „Elephant Walk“ des Straßentheaters PasParTout.
Das Markenzeichen des Kleinen Festes war bis 2023 ein Chapeau Claque, mit dem „der Mann mit dem Zylinder“ die Besucher begrüßte und der symbolisch für das Zusammenwirken aller miteinander spielenden Künstler stand.